# Rheumaptera
Rheumaptera är ett släkte av fjärilar som beskrevs av Jacob Hübner 1822. Rheumaptera ingår i familjen mätare.

## Bildgalleri

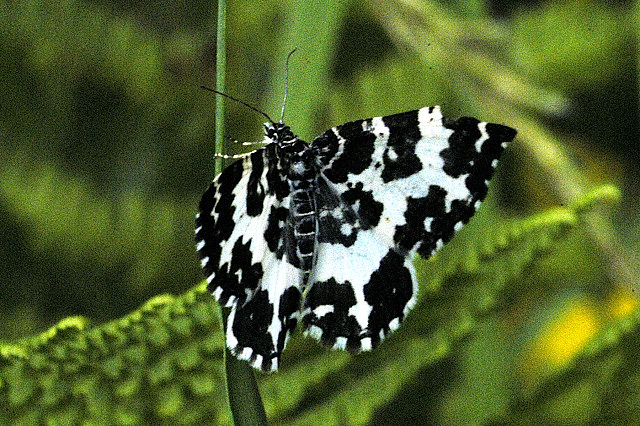
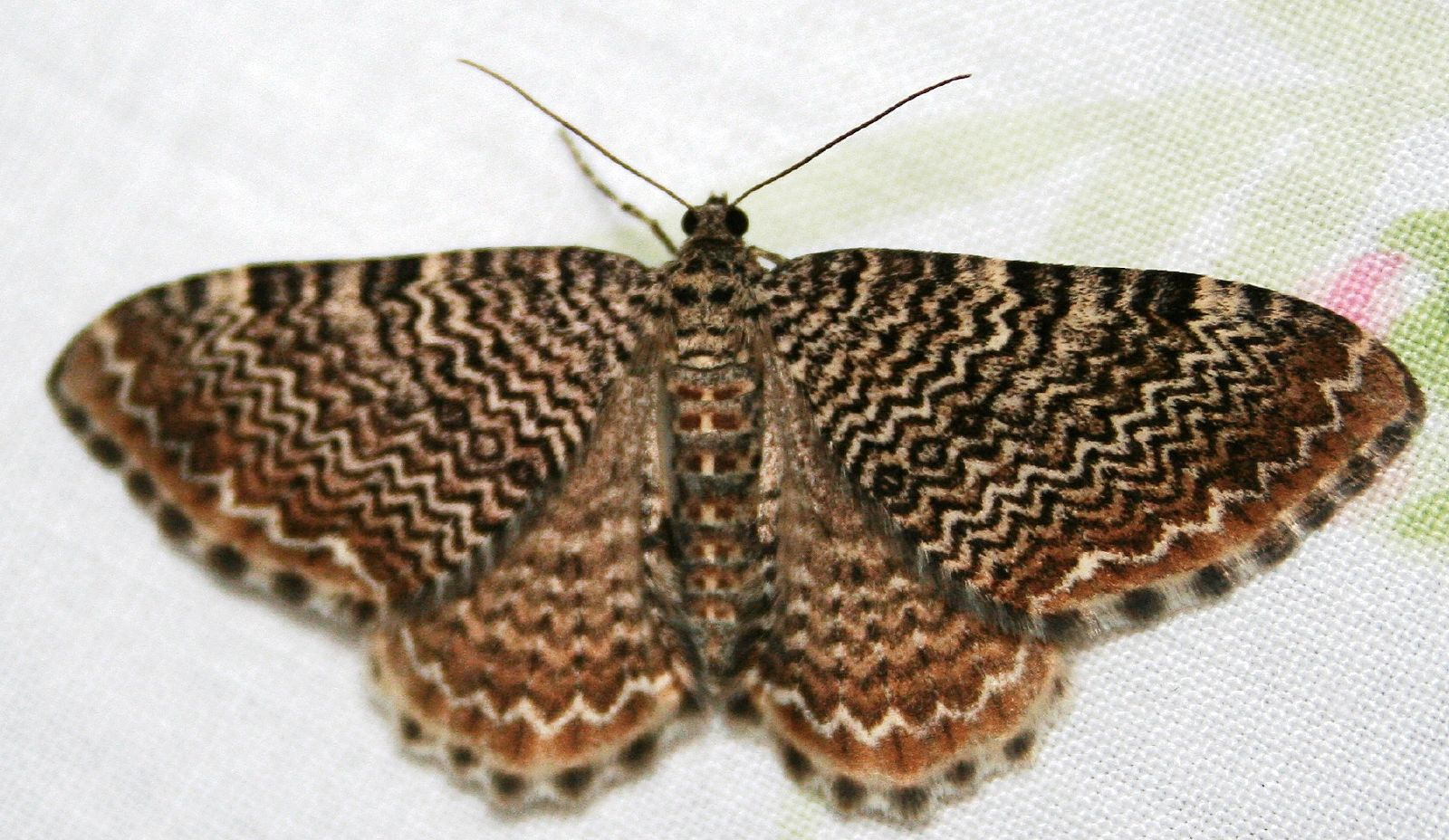

## Dottertaxa tillRheumaptera, i alfabetisk ordning[1][2]
- Rheumaptera abraxidia
- Rheumaptera affirmata
- Rheumaptera albodecorata
- Rheumaptera albofasciata
- Rheumaptera albopunctata
- Rheumaptera alternata
- Rheumaptera ancipitata
- Rheumaptera andalusica
- Rheumaptera anestia
- Rheumaptera apograpta
- Rheumaptera atlantica
- Rheumaptera atra
- Rheumaptera badiaria
- Rheumaptera betularia
- Rheumaptera bicolor
- Rheumaptera bluff
- Rheumaptera cauquenensis
- Rheumaptera certata
- Rheumaptera cervinalis
- Rheumaptera cervinata
- Rheumaptera chimu
- Rheumaptera chinensis
- Rheumaptera clara
- Rheumaptera clarior
- Rheumaptera completa
- Rheumaptera confusa
- Rheumaptera congoata
- Rheumaptera consolabilis
- Rheumaptera corporaali
- Rheumaptera costipunctaria
- Rheumaptera culoti
- Rheumaptera cunctata
- Rheumaptera cupreipennis
- Rheumaptera demolita
- Rheumaptera depravata
- Rheumaptera digitata
- Rheumaptera diluta
- Rheumaptera directaria
- Rheumaptera divisa
- Rheumaptera dubiferata
- Rheumaptera effusa
- Rheumaptera epiodes
- Rheumaptera exacta
- Rheumaptera excultata
- Rheumaptera exsultata
- Rheumaptera fasciaria
- Rheumaptera fasciata
- Rheumaptera fimbriata
- Rheumaptera flavipedaria
- Rheumaptera flavipes
- Rheumaptera flebelis
- Rheumaptera fuegata
- Rheumaptera fumosa
- Rheumaptera furcifascia
- Rheumaptera furva
- Rheumaptera fuscaria
- Rheumaptera gothicata
- Rheumaptera grisearia
- Rheumaptera griseata
- Rheumaptera hastata
- Rheumaptera hawelkae
- Rheumaptera hecate
- Rheumaptera hedemannaria
- Rheumaptera heinrichi
- Rheumaptera hofgreni
- Rheumaptera hypolopha
- Rheumaptera hyrcana
- Rheumaptera icterata
- Rheumaptera inanata
- Rheumaptera inepta
- Rheumaptera infumata
- Rheumaptera infuscata
- Rheumaptera inhabilis
- Rheumaptera interrupta
- Rheumaptera interruptaria
- Rheumaptera intersita
- Rheumaptera islandica
- Rheumaptera ithys
- Rheumaptera latifasciaria
- Rheumaptera latifasciata
- Rheumaptera laxata
- Rheumaptera ljungdahli
- Rheumaptera lugens
- Rheumaptera maculifera
- Rheumaptera malaisei
- Rheumaptera marmoraria
- Rheumaptera matsumurai
- Rheumaptera meadiata
- Rheumaptera meadii
- Rheumaptera medioalba
- Rheumaptera mediofasciata
- Rheumaptera metagrammata
- Rheumaptera mochica
- Rheumaptera moerens
- Rheumaptera moestata
- Rheumaptera montivagata
- Rheumaptera naseraria
- Rheumaptera nengkaoensis
- Rheumaptera neocervinalis
- Rheumaptera nigrescens
- Rheumaptera nigrifasciaria
- Rheumaptera nigrita
- Rheumaptera nordstromi
- Rheumaptera nudaria
- Rheumaptera octolineata
- Rheumaptera palaearctica
- Rheumaptera pallidata
- Rheumaptera paucilineata
- Rheumaptera plotothrymma
- Rheumaptera postalbidata
- Rheumaptera progressata
- Rheumaptera proserpina
- Rheumaptera prunivorata
- Rheumaptera pseudopupillata
- Rheumaptera quinqueundulata
- Rheumaptera radiata
- Rheumaptera rebeli
- Rheumaptera reducta
- Rheumaptera relicta
- Rheumaptera rikovskensis
- Rheumaptera rosenbergi
- Rheumaptera rubescens
- Rheumaptera sachalinensis
- Rheumaptera sagittifera
- Rheumaptera sajana
- Rheumaptera scotaria
- Rheumaptera semifusca
- Rheumaptera septemlineata
- Rheumaptera sideritaria
- Rheumaptera simplonica
- Rheumaptera stygiata
- Rheumaptera subalbida
- Rheumaptera subcertaria
- Rheumaptera subfasciata
- Rheumaptera subhastata
- Rheumaptera tangens
- Rheumaptera taunicata
- Rheumaptera thulearia
- Rheumaptera titubata
- Rheumaptera tremodes
- Rheumaptera tremulata
- Rheumaptera trfistis
- Rheumaptera uddmani
- Rheumaptera undulata
- Rheumaptera unicoloraria
- Rheumaptera valentula
- Rheumaptera varia
- Rheumaptera variegata
- Rheumaptera veterenata
- Rheumaptera veternata